# Pedro Braña Martínez
Pedro Braña Martínez (Candás bij Carreño, Asturië, 5 februari 1902 – Salinas, Castrillón, 13 februari 1995) was een Spaans componist en dirigent.

## Levensloop
Zijn eerste muzieklessen kreeg hij in de muziekschool van de Banda de Música de Candás. Daarna volgden lessen bij Adolfo Vega voor viool en bij Eulogio Llaneza voor piano in Gijón. Later studeerde hij aan het Real Conservatorio de Música y Declamación de Madrid en vanaf 1926 tot 1930 aan het Liceo de Musicale "Giuseppe Verdi" in Torino, Italië, waar hij bij Franco Alfano en Luigi Perrachio zijn studies in harmonie, contrapunt en fuga voltooide.
In 1930 kwam hij naar Spanje terug en hij bleef in Madrid. Hij schreef zijn eerste werken voor de film Sol en la nieve, Trece onzas de oro in 1947, Luis Candelas in 1936 en El hombre que veía la muerte in 1949. Zijn eerste kleine werken voor het muziektheater ontstonden Mary Luz, Marisa en Mate al diablo.
Hij huwde de violiste Petra Barrio Mateos, die een grote affiniteit met schilderkunst had.
In 1941 werd hij lid van het Cuerpo Nacional de Directores de Bandas Civiles en stichtte het orkest Acroama, dat hij in Valencia presenteerde. In 1944 schreef hij voor het Orquesta Sinfónica de Madrid de ouverture Fabiola, die hij opdroeg aan Fabiola de Mora y Aragón. Van deze ouverture bestaat ook een uitgave voor banda. Hij werd dirigent van de Banda Municipal de Sevilla op 21 oktober 1945 en bleef in deze functie tot 1972. In Sevilla verbleef Braña Martínez 28 jaren.
Hij stichtte en dirigeerde het koor La Coral Sevillana en won met dit koor talrijke prijzen. Als componist was hij heel werkzaam en succesvol. Hij schreef marcha cristianas en marcha procesional, zoals Marcha procesional para la Semana Santa, Angustia, María Santísima de los Dolores, Virgen de las Tristezas, Nuestra Señora d ela Merced, Expiración, Nuestra Señora del Patrocinio ezv.
Algemeen werd hij adoptiefzoon van de stad genoemd en in Sevilla is een straat naar hem genoemd.
In 1973 vertrok hij naar Gijón en componeerde het symfonisch gedicht En los Picos de Europa, dat uitgevoerd werd door het Orquesta Sinfónica Estatal del Norte de Bohemia en een suite voor kamerorkest. Zijn laatste compositie is La Obertura para la Expo 92.

## Composities

### Werken voor orkest
- 1944 Fabiola, ouverture
- En los Picos de Europa
- La Obertura para la Expo 92

### Werken voor banda (harmonieorkest)
- 1944 Fabiola, ouverture
- 1944 Al Cielo con Ella
- 1945 Angustia
- 1945 Virgen Dolorosa
- 1945 María Santísima de los Dolores
- 1949 El hombre que veía la muerte
- 1949 María Santiama de las Tristeza
- 1949 Virgen de las Tristezas
- 1951 Nuestra Señora de la Merced
- 1952 Santisimo Cristo de la Expiración
- 1953 Nuestra Señora del Patrocinio
- 1954 Nuestra Señora del Rosario de Montesión
- 1959 Santisimo Cristo del amor
- 1959 Virgen del Socorro
- 1960 Nuestra Señora de Gracia y Esperanza
- 1961 Nuestra Señora de la Presentación
- 1961 Virgen de la Presentación
- 1962 Madre de Dios de la Palma
- 1964 Coronación de la Macarena
- 1964 Nuestra Señora de Montserrat
- 1966 Santisimo Cristo de las Misericordias
- 1966 Nuestra Señora de Villaviciosa
- 1969 Jesús de la Salud
- 1971 Jesús de la Pasión
- 1971 Nuestra Señora de la Encarnación
- 1988 Esperanza de San Roque
- 1992 María Santísima de la Candelaria
- 1994 Salmo Penitencial
- A Ti Suspiramos
- Auxiliadora ¡A esta es!
- Cofradías Sevillanas
- Esperanza Nuestra
- Jesús de Pasión
- La Asunción de Cantillana
- Marcha de Cofradía nº 7
- Marcha de Cofradía nº 10
- Marcha de Cofradía 1967
- Marcha lenta nº 6
- Marcha procesional para la Semana Santa
- Nuestra Señora de la Salud
- Nuestra Señora de las Tristezas
- Rosario de Montesino
- Salmo Procesional

### Muziektheater

#### Opera's
| Voltooid in | titel               | aktes | première | libretto |
| ----------- | ------------------- | ----- | -------- | -------- |
|             | Leo tus Cartas      |       |          |          |
|             | Como castigo soneto |       |          |          |

#### Zarzuelas
| Voltooid in | titel          | aktes | première | libretto |
| ----------- | -------------- | ----- | -------- | -------- |
|             | Maté al diablo |       |          |          |

#### Operettes
| Voltooid in | titel    | aktes | première | libretto  |
| ----------- | -------- | ----- | -------- | --------- |
|             | Mary Luz |       |          |           |
|             | Marisa   |       |          | José Gonz |

### Geestelijke muziek
- 1987 Ave María
- Arreglos Miserere de Helarión Eslava
- Ave María de la Macarena
- Ave María de la Coronación Macarena
- Ave Verum
- Bendita sea tu Pureza
- Misa del Sagrado Corazón de María
- Misa cantada
- Salve

### Koorwerken
- Emigrantes
- Peregrinos
- Rondo de la Jeringosa

### Filmmuziek
- 1936 Luis Candelas
- 1943 Altar mayor
- 1947 Trece onzas de oro
- Sol de Nieve